# Adelaide International 2025
Adelaide International 2025 — тенісний турнір, що проходив на кортах з твердим покриттям у місті Аделаїда (Австралія) з 6 по 11 січня. Належав до категорій WTA 500 та ATP 250.

## Фінальна частина

### Чоловіки, одиночний розряд
Фелікс Оже-Аліассім —  Себастьян Корда 6–3, 3–6, 6–1

### Жінки, одиночний розряд
Медісон Кіз —  Джессіка Пегула 6–3, 4–6, 6–1

### Чоловіки, парний розряд
Сімоне Болеллі /  Андреа Вавассорі —  Кевін Кравіц /  Тім Пюц 4–6, 7–6(7–4), [11–9]

### Жінки, парний розряд
Ґо Ханю /   Олександра Панова —  Беатріс Аддад Мая /  Лаура Зігемунд 7–5, 6–4